# Salomon Herzfeld
Salomon (Ernst)   Herzfeld (ur. 14 lutego 1875 w Grodzisku Wielkopolskim, zm. w 1948 w Buenos Aires) – niemiecki prawnik pochodzenia żydowskiego i działacz organizacji żydowskich.

## Życiorys
Do 1894 uczęszczał do Gimnazjum im. Fryderyka Wilhelma w Poznaniu, a potem studiował prawo i ekonomię na uniwersytetach we Fryburgu Bryzgowijskim, Monachium, Berlinie i Wrocławiu.
Po uzyskaniu tytułu doktora praw był aplikantem sądowym w Łobżenicy, Pile, Bydgoszczy i Poznaniu. W styczniu 1902 został asesorem sądowym. W 1903 osiadł w Essen, gdzie otworzył kancelarię adwokacką specjalizującą się w prawie handlowym. W 1920 został notariuszem.
W historii zapisał się przede wszystkim jako członek, a w latach 1936-1938 prezes zarządu Centralnego Związku Obywateli Niemieckich Wyznania Mojżeszowego oraz współzałożyciel i doradca 
Delegacji Żydów Niemieckich w Rzeszy (1933-1938).
W 1939 wyemigrował do Palestyny. 

## Rodzina
Był synem przemysłowca Abrahama Herzfelda i Julii Badt. Miał pięcioro rodzeństwa. Jego ojciec wybudował 
w Grodzisku okazałą kamienicę, która zachowała się do współczesnych czasów.
Ożenił się z Klarą Frankenstein, z którą miał czworo dzieci.